# Regulus d'Arles
Pour les articles homonymes, voir Rieul.
Regulus d’Arles, en français Rieul d’Arles et/ou de Senlis (? – vers 270)
Évêque d’Arles (dans les années 250) et probablement ensuite de Senlis; saint des églises catholique et orthodoxe sous le nom de saint Rieul, fêté le 30 mars.

## Biographie
Bien qu’il figure sur les deux listes épiscopales recensées dans la GCN, Regulus d’Arles n’est pratiquement pas connu. Selon la tradition, il serait originaire d'Argos et se serait fixé à Arles où existait une importante colonie grecque. Disciple de saint Denis, probablement l'évêque arlésien connu sous le nom de Dionisius, il lui aurait succédé comme évêque et exercé pendant quelques années. Il aurait ensuite transmis sa charge à un évêque itinérant venu de Rome, Félicissime et quitté la Provence pour évangéliser la Belgique. Il se fixe alors à Senlis dont il devient le premier évêque et meurt vers 270. 

## Postérité
Rieul d'Arles a été l’objet d’un culte faisant intervenir le symbole de la biche.

## Homonymie ou personnage unique?
Voir aussi : Rieul de Senlis.
Sur cette question, les historiens sont partagés. Certains comme le martyrologe Rosenlis disent que saint Rieul fut évêque d'Arles et qu'il est mort à Senlis, d’autres comme les Bollandistes, n'ont pas hésité à trancher la difficulté, en faisant deux saints Rieul, l'un évêque d'Arles, l'autre évêque de Senlis. L'historien du Valois, Carlier, trouve même dans l'existence des deux corps (Ndlr / une relique à Arles, une autre à Senlis) une preuve sans réplique, que l'évêque d'Arles et l'évêque de Senlis ont été deux personnes différentes. Toutefois il est assez connu que ces reliques multiples sont fréquentes et ne sont nullement une preuve décisive.
On peut ajouter au dossier que les reliques de saint Rieul de Senlis, conservées dans la cathédrale, ont été analysées en 1999 selon la technique du carbone 14 (Comptes-Rendus et Mémoires de la Société d'Histoire et d'Archéologie de Senlis, 1999). Un métacarpe a permis de conclure qu'il y avait 65 % de probabilités pour que son propriétaire soit mort entre 320 et 445 (contre 12 % de probabilités entre 260 et 320 et 20 % de probabilités entre 445 et 535). S'il s'agit bien du corps de Rieul, il faudrait donc retarder la date de l'évangélisation de la Région de Senlis au IVe siècle. Cette date est beaucoup plus probable que celle du IIIe siècle, trop précoce pour la région. En effet, on sait, depuis les fouilles de Marc Durand, que le temple païen d'Halatte proche de Senlis, très actif encore au IIIe siècle, a été violemment détruit  vers 385-390. Puis, après une période de faible réactivation liée au maintien du paganisme, il est définitivement abandonné vers 400/425.